# Lachlan Macquarie
Lachlan Macquarie (ur. 31 stycznia 1762 na wyspie Ulva, zm. 1 lipca 1824 w Londynie) – brytyjski żołnierz i administrator kolonialny szkockiego pochodzenia. W latach 1810–1821 był gubernatorem Nowej Południowej Walii. Przez wielu historyków uważany jest za postać o kluczowym znaczeniu dla przeobrażenia Australii z miejsca służącego jedynie jako odosobnienie skazańców w rozwijającą się kolonię, przyciągającą także wolnych osadników.

## Życiorys
Urodził się na wyspie u zachodniego wybrzeża Szkocji. Jako 14-latek opuścił rodzinny dom i zgłosił się na ochotnika do służby wojskowej. Służył w Ameryce Północnej, na Jamajce, w Egipcie i Indiach. W 1793 przystąpił do masonerii, zostając członkiem loży w Bombaju. Dosłużył się stopnia podpułkownika, na który został mianowany w 1805 roku. Później - już jako administrator kolonialny - doszedł do stopnia generała.

### Nowa Południowa Walia
W 1809 został mianowany gubernatorem Nowej Południowej Walii, pierwszej i wówczas jedynej kolonii brytyjskiej w Australii. Miała ona wówczas głównie charakter karny, zaś grupą dominującą w niej byli oficerowie piechoty morskiej, dowodzący lokalnym garnizonem i zarazem osiągający wielkie zyski z monopolu na dostarczanie do kolonii niezbędnego zaopatrzenia. Wolnych osadników było stosunkowo niewielu, choć czerpali oni duże profity z bezpłatnej pracy skazańców. Wpływy wojskowych były tak wielkie, że w 1808 zbuntowali się przeciw gubernatorowi Williamowi Blighowi i uwięzili go (co przeszło do historii jako tzw. rebelia rumowa). Władze brytyjskie liczyły, iż mianując gubernatorem oficera wojsk lądowych - do których należał Macquarie - przetną sieć lokalnych układów, co pozwoli poprawić sytuację w kolonii.
Macquarie rządził kolonią bardzo twardą ręką, nie znosząc sprzeciwu zwłaszcza ze strony wojska. Z drugiej strony, realizował liberalny - jak na owe czasy - program. Podstawą jego polityki było doprowadzenie do sytuacji, w której ludzi wolnych będzie w kolonii więcej od skazańców. Aby to osiągnąć, bardzo szczodrze korzystał z przysługującego mu prawa skracania wyroków osadzonym w jego kolonii. Większość z nich decydowała się pozostać w Nowej Południowej Walii, co doprowadziło do powstania warstwy społecznej tzw. emancypantów. Początkowo wolni osadnicy traktowali ich pogardliwie, ale gubernator walczył o ich równouprawnienie, powierzając im ważne stanowiska, łącznie z urzędem sędziego grodzkiego. Wśród emancypantów byli też ludzie dobrze wykształceni - skazani wcześniej głównie za fałszerstwa - a Macquarie chętnie wykorzystywał ich wiedzę dla rozwoju kolonii. Z tej grupy rekrutował się m.in. Francis Greenway, uważany za pierwszego wielkiego australijskiego architekta.
Gubernator zarządził także liczne wyprawy mające zbadać wnętrze kontynentu (naturalną granice kolonii stanowiły wtedy Góry Błękitne), a także niezbadane jeszcze odcinki wschodniego wybrzeża Australii. Na jego rozkaz założono Bathurst, pierwsze australijskie miasto niemające dostępu do morza. Prowadził także wielki program robót publicznych, wydając ogromne kwoty z państwowej kiesy, ale także kładąc podwaliny pod architekturę współczesnego Sydney.

### Odwołanie i późniejsze życie
W 1819 wolni osadnicy wysłali do Londynu skargę, w której zarzucali gubernatorowi uprzywilejowane traktowanie emancypantów ich kosztem. Minister kolonii powołał specjalnego komisarza, sędziego Johna Bigge'a, który przybył do kolonii celem zbadania tych zarzutów. Bigge generalnie zgodził się z zastrzeżeniami osadników, dodając jeszcze do tego zarzut o stanowczo zbyt dyktatorski sposób sprawowania urzędu. W 1821 Macquarie został odwołany i powrócił do Anglii. Przeżył jeszcze trzy lata, poświęcając je na obronę swej reputacji. Został pochowany na wyspie Mull, w tym samym grobowcu spoczywają także jego żona i syn. Choć znajduje się on w Szkocji, do dziś jego konserwacja finansowana jest ze środków organizacji dbającej o najcenniejsze zabytki Australii.

### Upamiętnienie
Choć w chwili śmierci dorobek Macquarie'ego był kwestionowany, późniejsza historiografia australijska (zwłaszcza tzw. szkoła nacjonalistyczna) uczyniła z niego jedną z najważniejszych postaci kolonialnego okresu historii Australii. Jego imię nosi bardzo wiele miejsc i instytucji, m.in. wyspa, jezioro, trzy rzeki, miasto Port Macquarie, uniwersytet Macquarie University, szpital, okręg wyborczy, latarnia morska oraz liczne ulice i place. Kolejne miejsca upamiętniają jego żonę Elisabeth.